# .ky
.ky ist die länderspezifische Top-Level-Domain (ccTLD) der Cayman Islands. Sie wurde am 3. Mai 1995 eingeführt und wird von der Information and Communications Technology Authority der Cayman Islands verwaltet.

## Eigenschaften
Domains werden sowohl auf zweiter als auch dritter Ebene angemeldet. Es existieren folgende Second-Level-Domains: .com.ky für Unternehmen, .org.ky für gemeinnützige Organisationen, .net.ky für Internet Service Provider, .edu.ky für Bildungseinrichtungen und .gov.ky für die Regierung der Caymans. Neben .ky ist die Top-Level-Domain .cym für die Inseln reserviert, weshalb diese 2010 nicht an Wales vergeben wurde.